# محسن علیمردانی
دکتر محسن علیمردانی (۱۳۴۷ در زنجان) نمایندهٔ دورهٔ نهم مجلس شورای اسلامی و عضو کمیسیون اجتماعی مجلس شورای اسلامی از حوزهٔ انتخابیهٔ زنجان و طارم در استان زنجان است.
وی دارای دکترای حرفه ای از دانشگاه علوم پزشکی زنجان می باشد.